# Centrul pentru Prevenirea și Controlul Bolilor (SUA)

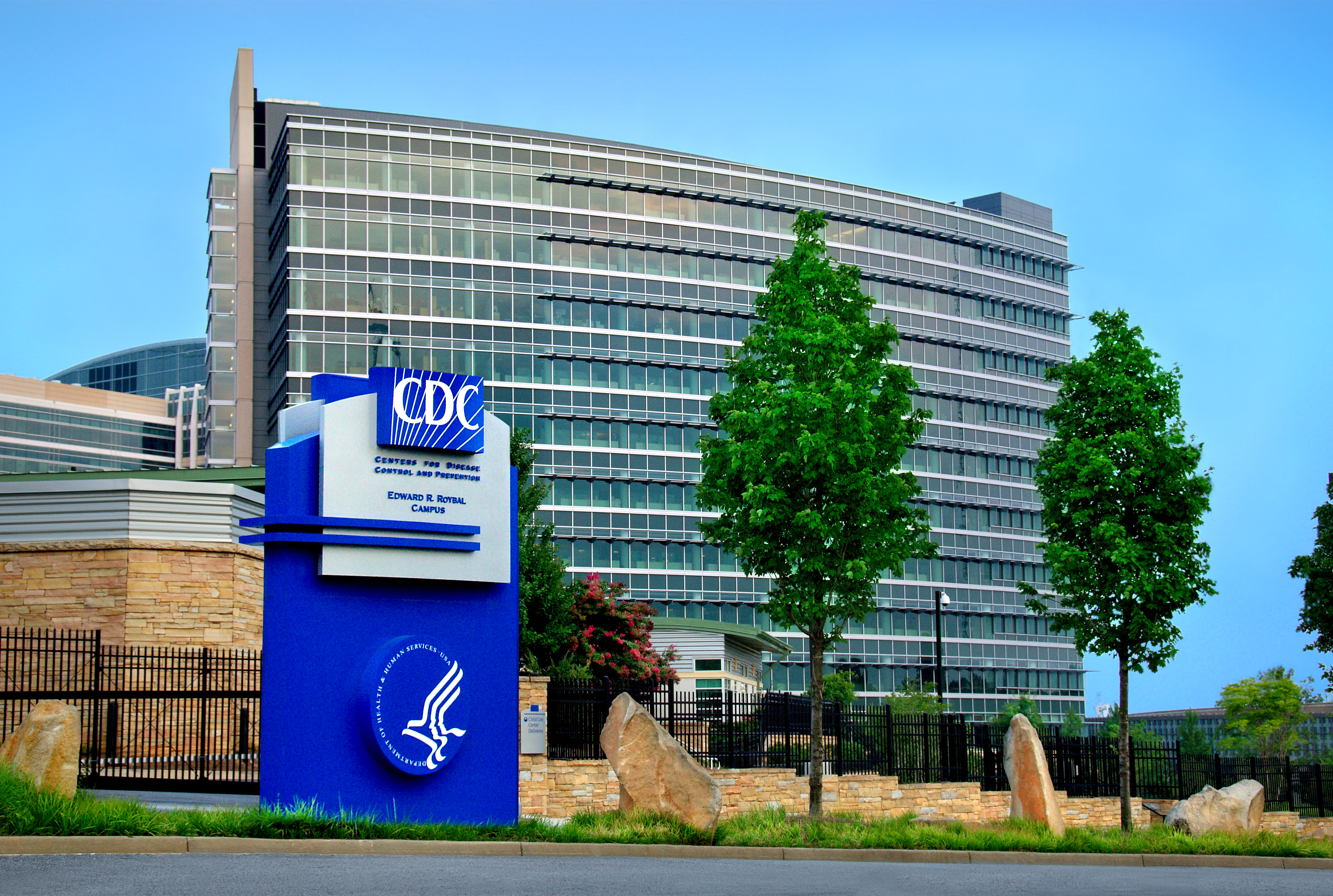

Centrul pentru Prevenirea și Controlul Bolilor (Centers for Disease Control and Prevention, abreviat CDC) este o agenție federală a Departamentului de Sănătate Publică al SUA, cu sediul central situat în comitatul DeKalb, în apropierea de Atlanta, a cărei misiune este de a promova sănătatea și calitatea vieții prin prevenirea și controlul bolilor, leziunilor și invalidității.
Este considerat cel mai renumit centru epidemiologic din lume. A fost fondat în 1946 ca un centru de boli transmisibile și avea scopul de a lupta împotriva malariei și a altor boli contagioase. În prezent, cuprinde statistică medicală, boli infecțioase și sănătatea mediului, un program național de vaccinare și un oficiu pentru studierea fumatului și a impactului său asupra sănătății. Centrul pentru Prevenirea și Controlul Bolilor centralizează datele de control al sănătății, promovează sănătatea și programele de sănătate publică, publică informații pentru personalul medical și pentru public și informații despre epidemiologie.